# Peter Beaumont (canottiere)
Peter R. K. Beaumont (Birmingham, 2 gennaio 1965) è un ex canottiere britannico.

## Biografia
È padre di Jack Beaumont, anche lui canottiere di cartura internazionale.
Ha rappresentato la Gran Bretagna ai Giochi olimpici estivi di Seul 1988, classificandosi 4º nel otto con Richard Stanhope, Anton Obholzer, Gavin Stewart, Terence Dillon, Salih Hassan, Stephen Turner, Nicholas Burfitt, Simon Jefferies.